# Leptorhethum tenuipes
Leptorhethum tenuipes är en tvåvingeart som beskrevs av Van Duzee 1931. Leptorhethum tenuipes ingår i släktet Leptorhethum och familjen styltflugor. Inga underarter finns listade i Catalogue of Life.